# 盘鮈碘泡虫
盘鮈碘泡虫（学名：Myxobolus discogobie）为碘泡科碘泡虫属的动物。在中国，分布于云南等，营寄生生活，寄生在长须盘鮈的鳃。